# Davide Marchini
Pour les articles homonymes, voir Marchini.
Davide Marchini est un footballeur et entraîneur italien né le 23 février 1981 à Portomaggiore.